# Leptoclinides compactus
Leptoclinides compactus är en sjöpungsart som beskrevs av Kott 200. Leptoclinides compactus ingår i släktet Leptoclinides och familjen Didemnidae. Inga underarter finns listade i Catalogue of Life.